# راديو أكاب
راديو أكاب هي شبكة إذاعية تعمل في جمهورية الكونغو الديمقراطية. بميزانية سنوية تبلغ 4.5 مليون دولار أمريكي، يقوم طاقم مكون من 200 موظف بتقديم الأخبار والمعلومات لجميع سكان المناطق الحضرية في جمهورية الكونغو الديمقراطية. تقدم الإذاعة البرامج باللغة الفرنسية واللغات الوطنية الأربع: اللينغالا، كيتوبا، السواحلية والتشيلوبا.

## التاريخ
تم إنشاء راديو أكاب من قبل بعثة الأمم المتحدة في جمهورية الكونغو الديمقراطية ومؤسسة هيرونديل غير الحكومية السويسرية. وقد نص الاتفاق بين بعثة منظمة الأمم المتحدة في جمهورية الكونغو الديمقراطية والحكومة الكونغولية على إنشاء شبكة إذاعية لإبلاغ السكان الكونغوليين بجهود البعثة. قدمت بعثة منظمة الأمم المتحدة في جمهورية الكونغو الديمقراطية ومؤسسة هيرونديل خطة في عام 2001 إلى الأمم المتحدة، وبدأت شبكة الراديو مباشرة في 25 فبراير 2002. تأخذ المحطة اسمها من حيوان الأكاب المهددة بالانقراض، وهي حيوان ثديي مهيب ولكنه خجول ومراوغ في غابات إيتوري المطيرة في الكونغو.
في عام 2011، صرحت مجلة ذي إيكونوميست أن راديو أكاب كان «واحدًا من أكثر الإذاعات المستقلة بشكل مثير للإعجاب في إفريقيا».
قالت ماري مايرز، في مقال بعنوان «الصحفيون المطلعون يصنعون مواطنين مطلعين: تغطية قضايا الحكم في جمهورية الكونغو الديمقراطية»، إن المحطة الإذاعية «رفعت مستوى المحطات الإذاعية والتلفزيونية المحلية الأخرى في البلاد». نسخ محطات إذاعية أخرى في المنطقة تقنيات جمع الأخبار ومفاهيم البرامج وتنسيقات راديو أكاب. وقالت مايرز أيضا «على الرغم من أن راديو أكاب يمكن أن يكون شوكة في جانب الحكومة في بعض الأحيان، إلا أن موقفه من تعزيز السلام والديمقراطية والدور القوي الذي يلعبه في التربية المدنية أدى إلى الاعتراف به، حتى من قبل وزير الإعلام، كأصل وطني لا يمكن لجمهورية الكونغو الديمقراطية أن تخسره».
تم إطلاق النار على سيرج ماهيشي الصحفي في راديو أكاب في 13 يونيو / حزيران 2007. ماهيشي كان رئيس تحريرمحطة بوكافو.

## المرسلات
يوفر راديو أوكابي البرمجة باللغات الفرنسية واللينجالا والكيتوبا والسواحيلية والتشيلوبا، يبث طوال اليوم كل يوم على الترددات:
- كينشاسا 103.5 هرتز
- آرو 88.0 MHz
- باندوندو 99.0 MHz
- باراكا 103.4 MHz
- بيني 92.0 MHz
- بوكافو 95.3 MHz
- بونيا 104.9 MHz
- بونياكيري 103.2 MHz
- بوتيمبو 92.9 MHz
- دونغو 103.4 MHz
- جبادوليت 93.0 MHz
- جيمينا 95.4 MHz
- غوما 105.2 MHz
- إيسيرو 90.1 MHz
- كاليمي 105.0 MHz
- كامينا 104.3 MHz
- كانانجا 93.0 MHz
- كانيابايونجا 96.0 MHz
- كيكويت 103.5 MHz
- كيندو 103.0 MHz
- كيسنغاني 94.8 MHz
- ليسالا 104.3 MHz
- لوبومباشي 95.8 MHz
- ماهاجي 96.0 MHz
- مانونو 104.5 MHz
- ماسيسي 96.0 MHz
- ماتادي 102.0 MHz
- مبانداكا 103.0 MHz
- مبوجي مايي 103.5 MHz
- موبا 102.4 MHz
- روتشورو 95.3 MHz
- تشومو يوني 106.5 MHz
- أوفيرا 105.3 MHz
- واليكالي 104.9 MHz

- الموجة القصيرة
  - 9635 كيلوهرتز (من 5 صباحًا إلى 7 صباحًا)
  - 11690 كيلوهرتز (من 5 مساءً إلى 6 مساءً)

## في فيلم
- راديو أكاب، راديو الحياة، هو فيلم وثائقي من إنتاج بيير جويوت، 2006. تم عرضه لأول مرة على تي في 5 موند في يونيو 2006. يدرس عمل بريويل مونغانغا، الصحفي في راديو أوكابي.[8] تم اختياره من قبل العديد من المهرجانات في فرنسا وكندا وجمهورية إفريقيا الوسطى وبوركينا فاسو.[9]

## روابط خارجية
- الموقع الرسمي لراديو أكاب باللغة الفرنسية
- راديو أكاب على موقع بعثة منظمة الأمم المتحدة في جمهورية الكونغو الديمقراطية باللغة الفرنسية
- مقال في DXing.info